# Liste der Kulturdenkmale in Waltershausen-Winterstein

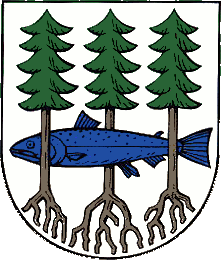

Die Liste der Kulturdenkmale in Winterstein enthält die Kulturdenkmale, die am 29. Juni 2023 in den Denkmallisten der unteren Denkmalschutzbehörde des Landkreises Gotha zum Waltershausener Ortsteil Winterstein verzeichnet waren.

## Legende
- Bild: zeigt ein Bild des Kulturdenkmals und gegebenenfalls einen Link zu weiteren Fotos des Kulturdenkmals im Medienarchiv Wikimedia Commons
- Bezeichnung: Name, Bezeichnung oder die Art des Kulturdenkmals
- Lage: Wenn vorhanden Straßenname und Hausnummer des Kulturdenkmals; Grundsortierung der Liste erfolgt nach dieser Adresse. Der Link Karte führt zu verschiedenen Kartendarstellungen und nennt die Koordinaten des Kulturdenkmals.
 Kartenansicht, um Koordinaten zu setzen – in dieser Kartenansicht sind Kulturdenkmale ohne Koordinaten mit einem roten bzw. orangen Marker dargestellt und können in der Karte gesetzt werden. Kulturdenkmale ohne Bild sind mit einem blauen bzw. roten Marker gekennzeichnet, Kulturdenkmale mit Bild mit einem grünen bzw. orangen Marker.
- Datierung: gibt das Jahr der Fertigstellung beziehungsweise das Datum der Erstnennung oder den Zeitraum der Errichtung an
- Beschreibung: bauliche und geschichtliche Einzelheiten des Kulturdenkmals, vorzugsweise die Denkmaleigenschaften
- ID: Die ID identifiziert das Kulturdenkmal eindeutig. In Thüringen sind aktuell keine IDs veröffentlicht. In der ID-Spalte kann sich auch folgendes Icon  befinden, dies führt zu Angaben zu diesem Kulturdenkmal bei Wikidata.

## Einzeldenkmale
| Bild                                    | Bezeichnung                                                           | Lage                     | Datierung | Beschreibung | ID |
| --------------------------------------- | --------------------------------------------------------------------- | ------------------------ | --------- | --- | -- |
| weitere Bilder Fotos hochladen          | Hundedenkmal                                                          | Am Wallgraben            | 1630      | Grabmal des Hundes Stutzel mit der Inschrift: „ANO 1630 JAR DER 19. MARCI WAR. WARD EIN HUND HIE HER BEGRAWEN DAS IN NICHT FRESSEN DIE RAWEN WAR SEIN NAME STUCZEL GENANT FÜRSTEN UD HERN WOL BEKAT GESCHACH UB SEINER GROSSE TREULIGKEIT DIE ER SEINE HER UD FRAUEN BEWEIST“ |    |
| Direkt Bild zu diesem Denkmal hochladen | ehemalige Scheune, heute „Haus des Gastes“                            | Am Wallgraben 1          | 1531      | Ehemalige Scheune des Mittelgutes derer von Wangenheim, 1993–1994 saniert als Haus des Gastes. |    |
| Fotos hochladen                         | Ehemaliges Gutshaus                                                   | Am Wallgraben 3          |           | Ehemaliges Gutshaus des Mittelgutes derer von Wangenheim, heute Gemeindeverwaltung |    |
| weitere Bilder Fotos hochladen          | Turmruine, Wallgraben, Mauerreste des Mittegutes                      | Am Wallgraben (Karte)    | 1307 ff   | Ruinen der ehemaligen Wasserburg der Herren von Wangenheim, Besitzer des 1246 erstmals erwähnten Ortes Winterstein. 1513 umfassend renoviert, im Zuge des Dreißigjährigen Krieges mit dem Ort zusammen beschädigt, 1638 verfallen. |    |
| Direkt Bild zu diesem Denkmal hochladen | Gebäude des ehemaligen Vordergutes                                    | Am Wallgraben 6          |           | Gebäude des ehemaligen Vordergutes |    |
| Fotos hochladen                         | Ehemalige Vogtei (Mittelgut)                                          | Am Wallgraben 7/9        | 1750 ca.  | Ehemalige „Vogtei“, Bestandteil des mittelalterlichen Oberguts, erbaut im 18. Jahrhundert. Zweigeschossiger Holzfachwerkbau über einem hohen, massivem Kellergeschoss aus Bruchstein, ab 1900 Wangenheim’sche Oberförsterei mit Wohnungen für die Bediensteten im Obergeschoss. 2001–2003 saniert. |    |
| Direkt Bild zu diesem Denkmal hochladen | Nebengebäude der ehemalige „Vogtei“ (Mittelgut)                       | Am Wallgraben            |           | Nebengebäude der ehemalige „Vogtei“ (Mittelgut) |    |
| Fotos hochladen                         | Schulgebäude, untere Schule                                           | Liebensteiner Straße 36  |           | Schulgebäude, untere Schule |    |
| Fotos hochladen                         | Wohnhaus                                                              | Liebensteiner Straße 49  |           | Wohnhaus |    |
| Direkt Bild zu diesem Denkmal hochladen | Hofanlage mit Wohnhaus und zwei Wirtschaftsgebäuden                   | Liebensteiner Straße 54  |           | Hofanlage mit Wohnhaus und zwei Wirtschaftsgebäuden |    |
| Direkt Bild zu diesem Denkmal hochladen | Forsthaus und Fachwerkscheune                                         | Liebensteiner Straße 63  |           | Forsthaus und Fachwerkscheune |    |
| Direkt Bild zu diesem Denkmal hochladen | Wohnhaus und Scheune                                                  | Liebensteiner Straße 89  |           | Wohnhaus und Scheune |    |
| weitere Bilder Fotos hochladen          | Friedhof mit Grabsteinen (Familiengrab von Wangenheim zu Winterstein) | Schlossgarten            |           | Friedhof mit Grabsteinen (Familiengrab von Wangenheim zu Winterstein) |    |
| Fotos hochladen                         | Glockenturm                                                           | Schlossgarten 2          |           | Glockenturm |    |
| weitere Bilder Fotos hochladen          | Kirche und Ausstattung                                                | Schlossgarten 4 (Karte)  | 1855      | 1855 wurde die heutige Kirche anstelle eines Vorgängerbaus von 1703 errichtet. Sie trägt ein rotes, ziegelgedecktes Krüppelwalmdach mit einem verhältnismäßig großen, achtseitigen und verschieferten Dachreiter mit Turmkugel und aufgesetztem Kreuz. An der Kuppel ist eine Außenglocke angebracht. Der Eingang zur Kirche erfolgt über einen außenliegenden überdachten kleinen Vorbau am verschieferten Südgiebel. Das Innere zeigt eine umlaufende Empore und ein Tonnengewölbe. Es wird durch acht hohe Fenster in den Längsseiten des Kirchenschiffes beleuchtet. Da Winterstein Stammsitz des Adelsgeschlechtes von Wangenheim-Winterstein war, ließen sich der Bauherr der Kirche, Heinrich Bernhard von Wangenheim, nebst seiner Frau und Adam Adolph von Wangenheim (1679–1744) in einer kleinen Gruft vor dem Altar der Kirche bestatten. |    |
| weitere Bilder Fotos hochladen          | Plänckner’scher Rennsteig                                             | Liebensteiner Straße 107 | 1829      | 1829 durch Julius von Plänckner begründeter Wanderweg, Standort der 1932 erbauten Ruhlaer Skihütte, einer in den 60er Jahren entstandenen Feriensiedlung und einer Greifvogelwarte. |    |

## Archäologische Denkmale
| Bild                                    | Bezeichnung                           | Lage                  | Datierung | Beschreibung                          | ID |
| --------------------------------------- | ------------------------------------- | --------------------- | --------- | ------------------------------------- | -- |
| Direkt Bild zu diesem Denkmal hochladen | Steinkreuz                            | ??                    |           | Steinkreuz                            |    |
| weitere Bilder Fotos hochladen          | Wallanlage mit Graben                 | Am Wallgraben (Karte) | 1307      | Wallanlage mit Graben                 |    |
| weitere Bilder Fotos hochladen          | Turmruine, Mauerreste und Wallanlagen | Am Wallgraben (Karte) | 1307      | Turmruine, Mauerreste und Wallanlagen |    |